# Ekeby dreve
Ekeby dreve este o arie protejată (sit de importanță comunitară — SCI) din Suedia întinsă pe o suprafață de 6,19 ha, integral pe uscat.

## Localizare
Centrul sitului Ekeby dreve este situat la coordonatele 59°16′11″N 15°19′41″E / 59.269737°N 15.328154°E.

## Înființare
Situl Ekeby dreve a fost declarat sit de importanță comunitară în septembrie 2021 pentru a proteja un număr necunoscut de specii din flora spontană și fauna sălbatică aflate în arealul zonei.

## Biodiversitate
Situată în ecoregiunea boreală, aria protejată conține 2 habitate naturale: Păduri aluvionare cu Alnus glutinosa și Fraxinus excelsior (Alno-Padion, Alnion incanae, Salicion albae), Lacuri eutrofice naturale cu vegetație de tip Magnopotamion sau Hydrocharition.
La baza desemnării sitului se află un număr nedeclarat de specii protejate.